# VM-T (航空機)
 VM-T / ВМ-Т
小型機外貨物ポッド搭載状態のVM-T
（2005年 ジュコーフスキー飛行場での撮影）
- 用途：輸送機
- 分類：規格外貨物輸送機
- 設計者：ミャスィーシチェフ設計局
- 製造者：ミャスィーシチェフ設計局
- 運用者：ソ連空軍
- 初飛行：1981年
- 生産数：2+1機（実用機＋強度試験用機）
- 生産開始：1978年
- 運用開始：1982年1月

VM-T（ロシア語: ВМ-Т ヴェーエーム・テー）はソ連のミャスィーシチェフ設計局において製作された、M-4戦略爆撃機の機体構造を利用して作成された規格外貨物輸送機である。3M-T（3М-Т トリー・エーム・テー）とも呼ばれた。
愛称は「Atlant アトラント（ロシア語: Атлант アトラーント）」。アトラーントとはロシア語で「アトラース」の意。冷戦期の東側航空機としては異例なことに、この機体には北大西洋条約機構 (NATO) によるNATOコードネームが存在しない。

## 概要
1970年代末よりスタートしたソ連の大型宇宙開発計画、「ブラン」宇宙往還機及び「エネルギア」ロケットの開発に伴い、これらを工場からバイコヌール宇宙基地まで輸送する必要に迫られたソ連当局は、大型機の設計経験のある各航空機設計局に対し「規格外大型貨物を輸送する為の新型輸送機」についての設計案を提出することを求めた。各設計局の設計案が審査された結果、1978年、アントノフとミャスィーシチェフの両設計局に対して開発が命じられ、ミャスィーシチェフ設計局によりM-4爆撃機を改修して開発されたのがVM-Tである。
なお、アントノフ設計局は超大型輸送機であるAn-124ルスラーンの拡大型であるAn-225 ムリーヤを開発し、後にソビエト・ロシアの宇宙開発支援用超大型貨物輸送機にはこちらが主に使われることとなった。

## 開発
当局よりの命令に対し、以前よりアントノフ設計局に対抗してM-4爆撃機の設計を発展させた超大型輸送機を開発する構想を立てていたミャスィーシチェフ設計局では、アントノフ案に先んじることを重視して、まずはM-4をほぼそのまま流用した機外搭載型輸送機の設計案をもって回答した。
ミャスィーシチェフ設計局では、本命としてはM-4の主翼とエンジンを流用して胴体部を再設計した超大型輸送機を構想しており、M-4の機上にブラン、もしくはエネルギアを搭載するだけのこの設計案は第0案的なものであり、採用後に改めて本命の設計案が提示される筈であった。が、この第0案は当局によってそのまま採用され、ミャスィーシチェフ設計局には早速の試作が命じられた。
この設計案が採用された要因には多説あり、「期日絶対主義であった当時のソ連の硬直した官僚体制が原因である」という説と、「最終組立前の未完成状態にあり、計画100 %値の重量にはなっていないブラン・エネルギアならば、新規開発ではない機体でも輸送は可能であると判断されたから」という説がある。この計画に際し当局の要求に対してツポレフ、イリューシンを初めとした各設計局が提出した設計案には過去に類似した実用機のない独創的なデザインのものが多く、ミャスィーシチェフ設計局の提出した案は「もっとも常識的、且つ早急に実機の完成の見込めるものであったから」と判断されたという考察もある。
実機の試作に先立ってミャスィーシチェフ設計局はまずTsAGIの協力を得て模型による風洞実験を行い、実験の結果は予想以上に良好なものであった。これを受けてM-4の製造工場に保管されていた予備機（事実上の死蔵機）を改装して3機の試作機が製作された。うち1機は各種の強度試験にのみ用いられ、試験機の段階で用途廃止とされた。
改修作業は順調に進められ、1981年には強度試験に用いられた機体を除いた2機の試作機（実質的な生産機）がそれぞれ空貨状態、大型貨物コンテナ及びブランのモックアップ搭載状態での初飛行に成功し、1982年1月より運用が開始された。

## 構造

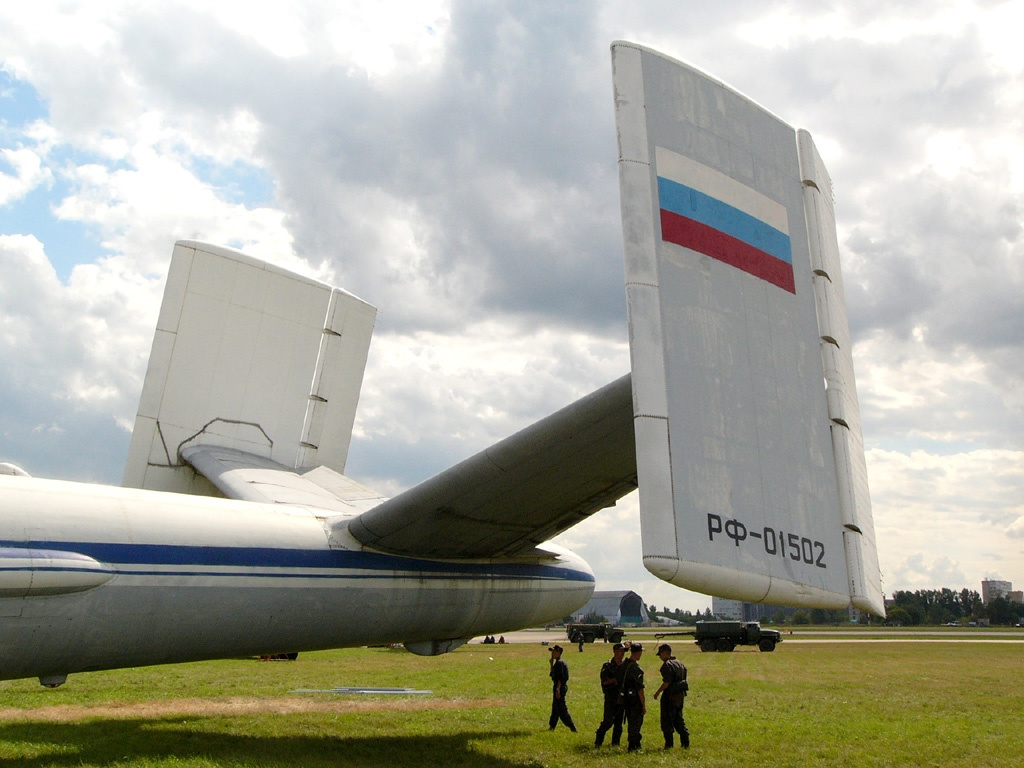
VM-Tの尾翼（MAKS2005展示機）

VM-TはM-4の背面に単純に大型貨物を載せる構造となっている。機体は爆撃機型のM-4を空中給油機型に改修した3MN-2 (3МН-2) “バイソンC”に準じており、武装及び爆弾搭載能力、および空中給油能力はない。原型のM-4はマッハ0.95の最高速度が発揮可能な準超音速機であるが、VM-Tはその性格上速度性能は原型より大幅に制限されており、大型貨物搭載状態での規定最高時速は500km/hである。
大型貨物を搭載する都合上、垂直尾翼は原型の単垂直尾翼から上反角の付いた水平尾翼の両端に巨大な長方形の双垂直尾翼を取り付ける形式に変えられている。また、超重量・大容積の貨物を搭載する都合上、原型のM-4の操縦系統とは違いフライ・バイ・ワイヤが導入されている。機体最後尾にはドラッグシュートが格納されている。
貨物は機体背面にパイプフレームを介してピギーバック（背負式）方式により積載し、「ブラン」宇宙往還機の他、エネルギアロケットの胴体部を円筒形の巨大なコンテナに収納して搭載する。貨物の搭載に際しては、大型のブリッジクレーンが用いられる。後に、大型コンテナの他に涙滴型の小型コンテナが登場し、ブランとエネルギアの輸送がAn-225に一本化されてよりは、もっぱらこの小型のコンテナを搭載して運用されている。この小型コンテナは、ロケット本体ではなく、それに搭載される宇宙機や人工衛星、またはロケットのエンジンノズル等を輸送する際に用いられるものである。　

## 運用
VM-Tは1982年の就役以後、エネルギアを始めとしてロケットの運搬作業に従事したが、1989年にはもう一方の候補であったAn-225が完成し、こちらの方が搭載能力も操縦安定性も圧倒的に高かったため、以後はAn-225が後継機として運用されることとなった。
以後はより小型のカプセルを搭載して補助的な輸送業務を行っており、現在でも現役にあると推測されている。2005年のMAKS2005には地上展示機として展示され、モスクワ州のジュコーフスキー飛行場（現：ラメンスコエ空港）とリャザン郊外のリャザーニ空軍基地には稼動状態にある機体が常に駐機されている。
VM-Tはその特異な形状から就役中の事故が大いに懸念されたが、2016年現在までに致命的な事故を起こしたことはなく、墜落事故によって失われた機体もない。

## 登場の衝撃
VM-Tの異質なスタイルは登場と同時に西側の空軍、航空宇宙関係者に大きな衝撃を与えた。諸外国だけではなくソビエト空軍当局からも飛行可能なのか疑問の声が上がったという。当時は既に大型のレーダードームを背面に設置した早期警戒管制機が存在しており、航空機は相当の抵抗、重量源を機外に搭載していても、空力的・重量的設計さえ正しければ飛行は可能なことが実証されていたが、自分の機体の断面積を上回る構造物を機体上面に固定して飛行するVM-Tの姿は、航空力学の専門家からも常識を超越した異質な光景であった。
設計側は風洞実験により実用に足る飛行安定性能は保たれたと説明し、また制御能力を向上させるためにフライ・バイ・ワイヤが駆使されていた。それにもかかわらず操縦性は劣悪を極め、通常の飛行すら困難だったと伝えられている。大型コンテナを搭載した場合の不安定さは当然ながら、貨物を何も搭載しない場合は逆に大型の垂直尾翼によって安定性が高くなりすぎるために操縦性はやはり劣悪で、さらに離着陸時には横風に機体後部が煽られやすく危険であったという。
後に、大型コンテナの他に、涙滴型の小型（とは言っても、それでもコンテナの直径は機体本体よりも大きい）コンテナを搭載した機体の写真が公表された。この際には、空中で大型ロケットを発射するための母機、ソ連へ飛来する大陸間弾道ミサイルを追尾する早期警戒機など、輸送機開発に偽装した別の計画という考察（推測）が西側でなされたこともある。実際は小型のコンテナはロケット本体ではなくそれに搭載される宇宙機などを輸送する際に用いられるものであった。
VM-Tを、とある西側の航空評論家は「ソビエト的合理主義は、時に“科学という名の魔法”によって飛行機を飛ばせることを可能にする」と評している。

## スペック
- 乗員 - 5名
- 全長 - 51.2 m
- 全幅 - 53.6 m
- 全高 - 10.6 m
- 翼面積 - 320 m2
- 機体重量
  - 空虚重量 - 75,740 kg
  - 最大離陸重量 - 192,000 kg
- エンジン - RKB VD-7MD ターボジェットエンジン 4基（* RD-3M-500 とも）

## 運用国
- ソ連/ ロシア